# Меделін Петш
Меделін Гроббелар Петш (англ. Madelaine Grobbelaar Petsch; нар. 18 серпня 1994, Порт-Орчерд) — американська акторка, найбільше відома по ролі Шеріл Блоссом у підлітковій драмі «Рівердейл».

## Раннє життя

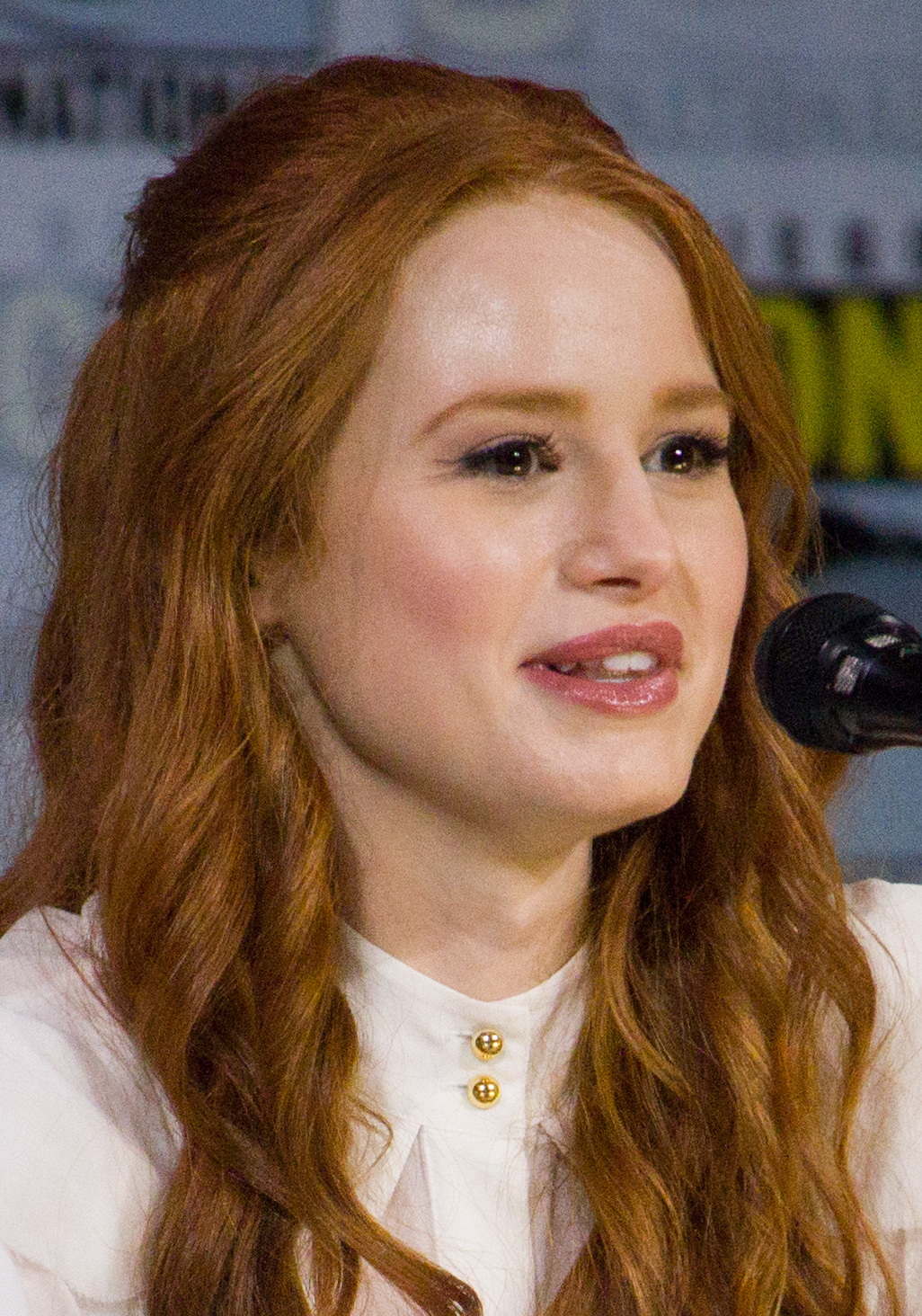
Меделін Петш під час San Diego Comic-Con, 2017

Народилася 18 серпня 1994 і виросла в Порт-Очарді штату Вашингтон.  Має одного брата.
У віці трьох років виявила пристрасть до танців і почала відвідувати уроки танців, а через два роки — театральні заняття. Батьки Петш родом із Південної Африки; свої перші десять років життя Петш розподіляла між ПАРом та Вашингтоном. У дитинстві була жертвою залякування і чіпляння від інших дітей через своє природне руде волосся, південноафриканський акцент та безрелігійне виховання. Після випуску зі школи переїхала до Лос-Анджелесу і відвідувала Такомську школу мистецтва.

## Кар'єра
У 2014 році з'явилася у американській рекламній кампанії Кока-коли. У лютому 2016 року отримала роль Шеріл Блоссом у телесеріалі каналу The CW «Рівердейл».

## Особисте життя
Петш виховували вегетаріанкою. У віці 14 років стала веганом. Є учасницею кампанії усвідомлення для PETA.

## Фільмографія
| Рік       | Назва                        | Роль            | Примітки             |
| --------- | ---------------------------- | --------------- | -------------------- |
| 2015      | The Hive                     | Current Girl #2 | фільм                |
| 2015      | Instant Mom                  | Русалка         | Епізод: "Gone Batty" |
| 2016      | The Curse of Sleeping Beauty | Еліза           | фільм                |
| 2017–2023 | Рівердейл                    | Шеріл Блоссом   | головна роль         |
| 2017      | F the Prom                   | Марісса         | фільм                |
| 2019      | Полароїд                     | Джоан Флейм     | фільм                |

2020
sightless(фільм)

## Нагороди та номінації
| Рік  | Нагорода              | Категорія        | Предмет номінації | Результат    | Виноски |
| ---- | --------------------- | ---------------- | ----------------- | ------------ | ------- |
| 2017 | Teen Choice Awards    | Choice Hissy Fit | Рівердейл         | Перемога     | [ 13 ]  |
| 2018 | MTV Movie & TV Awards | Scene Stealer    | Рівердейл         | Перемога     | [ 14 ]  |
| 2018 | Teen Choice Awards    | Choice Hissy Fit | Рівердейл         | В очікуванні | [ 15 ]  |